# 고흥향교
고흥향교(高興鄕校)는 대한민국 전라남도 고흥군 고흥읍에 있는 향교이다. 1985년 2월 25일 전라남도의 유형문화재 제108호로 지정되었다.

## 개요
향교는 훌륭한 유학자를 제사하고 지방민의 유학교육과 교화를 위하여 나라에서 지은 교육기관이다.
고흥향교는 세종 23년(1441)에 고흥현 서문 밖에 지었는데 선조 30년(1597)에 정유재란으로 불에 타 없어졌다. 숙종 21년(1695)에 현 위치에 새로 지었으며, 그 뒤에 여러 차례의 수리를 걸쳐 오늘에 이르고 있다. 현재 남아있는 건물은 대성전·명륜당·동무·서무·동재·서재 등이 있다.
경사진 곳에 위치하고 있는 고흥향교는 앞쪽에는 명륜당을 중심으로 배움의 공간을 이루고 있다. 뒤쪽 높은 곳에는 대성전을 중심으로 제사공간을 두고 있어 전학후묘의 배치형식을 따르고 있다.
조선시대에는 국가로부터 토지·노비·책 등을 지급받아 학생들을 가르쳤으나 갑오개혁(1894) 이후에는 교육적 기능은 없어지고, 봄·가을에 제사만 지낸다.

## 참고 자료
- 고흥향교 - 국가유산청 국가유산포털